# Umbre
Umbre (distribuita in USA come Shadows) è una serie televisiva rumena prodotta dall'emittente HBO Europe. Costituita da 14 episodi, la prima stagione è del 2014, mentre la seconda è uscita 3 anni dopo nel 2017.
È stata la prima serie dell'HBO Europe ad essere trasmessa negli USA.
Ispirata alla serie tv australiana Small Time Gangster  la serie ha ottenuto un ragguardevole successo di critica (con punteggi di 9/10 su IMDb), se si considera che la Romania non ha una storia di grandi produzioni televisive alle spalle e che il cast principale è composto prevalentemente da attori con esperienze limitate ai confini nazionali.
In Italia la serie è inedita.

## Trama
Bucarest: il tassista Relu lavora di nascosto per il criminale "Capitanu", boss della malavita locale: Relu si occupa di recuperare i crediti del boss, con metodi poco ortodossi e passando subito alle vie di fatto. Nel frattempo, cerca di tenere unita la famiglia, composta dalla pretenziosa moglie Gina e i due figli adolescenti Magda e Chuckie; in famiglia c'è pure l'anziano Puiù, vecchio amico di Relu che a suo tempo lo aveva inserito nel giro criminale. Tra incidenti sul lavoro e liti coniugali, le cose si complicano ulteriormente quando Capitanu affianca a Relu suo figlio Teddy, anch'egli adolescente: in poco tempo Teddy si innamora ricambiato di Magda.

## Episodi
| Stagione         | Episodi | Prima TV USA | Prima TV Italia |
| ---------------- | ------- | ------------ | --------------- |
| Prima stagione   | 8       | 2014         | inedita         |
| Seconda stagione | 6       | 2017         | inedita         |